# Giovanni Polidoro
Giovanni Polidoro (Altino, 7 agosto 1944) è un biochimico e politico italiano.

## Biografia
Laureato in Chimica, è stato docente di Chimica Biologica presso la Facoltà di Medicina e Chirurgia dell'Università degli Studi "Gabriele D'Annunzio" di Chieti. Diviene deputato nel 1992 eletto con la DC (XI legislatura). Viene eletto senatore, invece, nell'aprile del '96 nelle file del partito popolare italiano. La sua carriera politica ha avuto inizio nella Democrazia Cristiana, confluendo poi nel PPI e infine in Democrazia Europea (il partito di Sergio D'Antoni).

### Incarichi parlamentari
Ha fatto parte delle seguenti commissioni parlamentari: Giustizia, Politiche comunitarie, Finanza e Territorio, nonché di varie commissioni d'inchiesta tra cui quella sul terrorismo in Italia.

### Sottosegretario di Stato
Nel dicembre 1999 viene nominato sottosegretario di Stato della Pubblica istruzione nel secondo governo di Massimo D'Alema.